# Nordi Mukiele
Nordi Mukiele (Montreuil, 1 de novembro de 1997) é um futebolista francês que atua como zagueiro ou lateral-direito. Atualmente joga no Sunderland.

## Carreira

### Laval
Mukiele começou sua carreira profissional no Laval, onde ingressou no time principal aos 17 anos. Ele fez sua estreia em 28 de novembro de 2014, em um empate por 1 a 1 pela Ligue 2 contra o Auxerre. Mukiele ganhou atenção enquanto jogava pelo Laval e acabou sendo transferido para o Montpellier por 1,3 milhão de euros.

### Montpellier
Mukiele foi transferido para o Montpellier em janeiro de 2017. Ele fez sua estreia pelo clube em 21 de janeiro de 2017, na derrota por 2 a 0 na Ligue 1 contra o Metz.

### RB Leipzig
Em 2018, Mukiele assinou com o RB Leipzig, por um contrato de cinco anos. A taxa de transferência paga ao Montpellier foi de 16 milhões de euros. Ele fez sua estreia pelo clube em 26 de julho de 2018, nas eliminatórias da Liga Europa da UEFA contra o Häcken, que terminou com uma vitória por 4 a 0. A primeira aparição de Mukiele na liga ocorreu em um empate em 1 a 1 contra o Fortuna Düsseldorf em 2 de setembro de 2018. Em maio de 2019, ele marcou seu primeiro gol pelo RB Leipzig na derrota por 2 a 1 na liga fora de casa para o Werder Bremen.

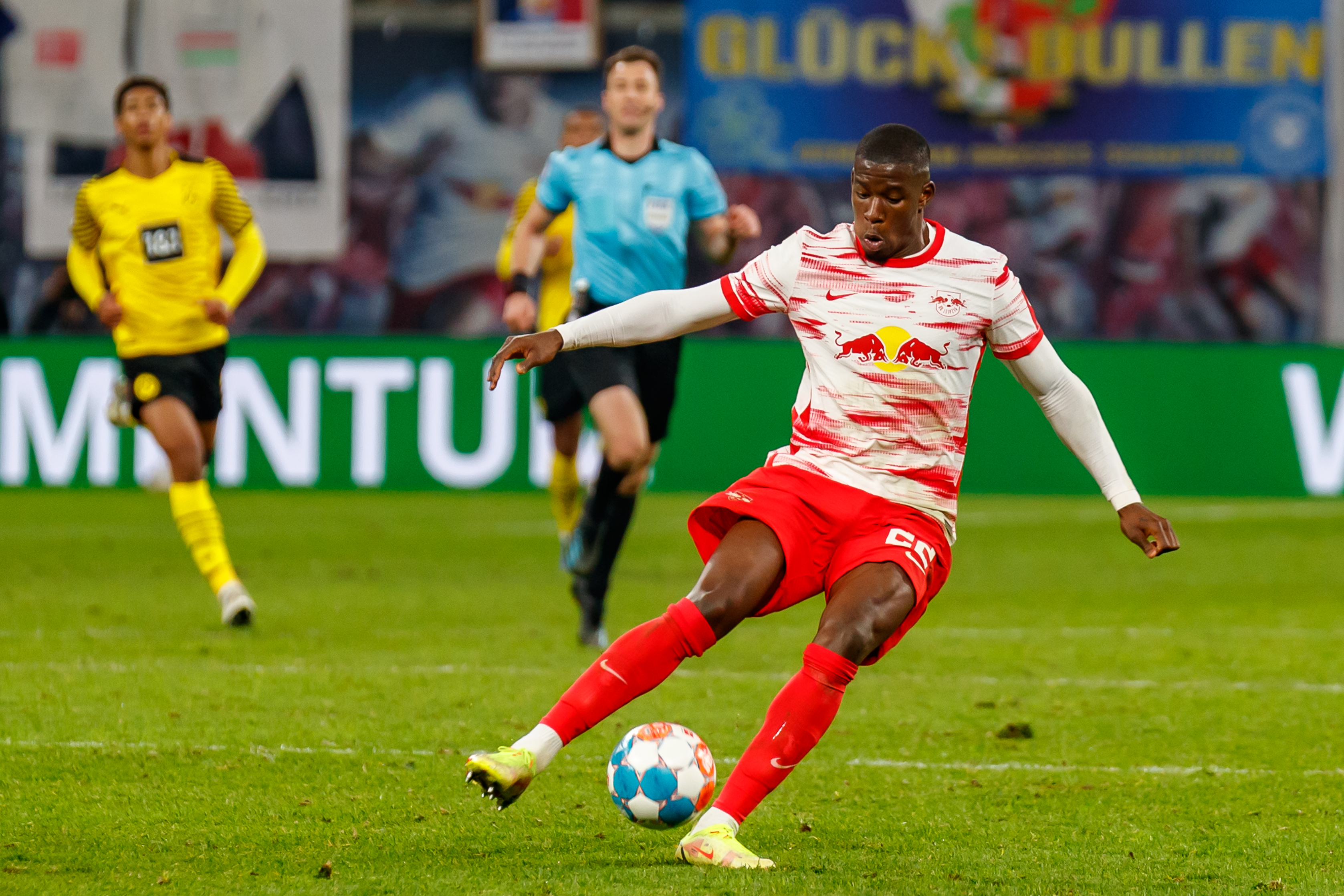
Mukiele em uma partida contra o Borussia Dortmund

Em 2 de dezembro de 2020, Mukiele marcou seu primeiro gol na Liga dos Campeões da UEFA na vitória fora de casa por 4 a 3 contra o İstanbul Başakşehir da Turquia. Durante a temporada 2021-22 com o RB Leipzig, ele participou da vitória de seu time na final da Copa da Alemanha contra o SC Freiburg, o primeiro título de sua carreira. 

### Paris Saint-Germain
Em 26 de julho de 2022, Mukiele assinou com o Paris Saint-Germain, clube da Ligue 1, em um contrato de cinco anos até 30 de junho de 2027. A taxa de transferência paga ao RB Leipzig foi relatada em 10 milhões de euros, com potencial de 6 milhões em bônus. Em 31 de julho, ele fez sua estreia pelo PSG na vitória por 4 a 0 sobre o Nantes pela Supercopa da França. 

## Títulos
RB Leipzig
- Copa da Alemanha: 2021–22[2]

Paris Saint-Germain
- Ligue 1: 2022–23 e 2023–24
- Supercopa da França: 2022 e 2023